# Mysterious Traveller
Albums de Weather Report
Sweetnighter
(1973) Tale Spinnin'
(1975)
Mysterious Traveller est le cinquième album du groupe de jazz fusion américain Weather Report, le quatrième en studio. Il est paru en 1974 sur le label Columbia Records.

## Présentation
L'album a été classé deuxième au Billboard en 1974 dans la catégorie albums de jazz. Il marque la fin de la collaboration avec Miroslav Vitouš qui n'intervient que sur American Tango et est remplacé par Alphonso Johnson sur les autres plages. Eric Gravatt, qui était batteur sur l'album Sweetnighter, est remplacé par Ishmael Wilburn. Un deuxième batteur, Skip Hadden, joue sur Nubian Sundance et Mysterious Traveller.
Nubian Sundance traite d'une danse de mariage, comme en témoignent les effets additionnels d'encouragements et d'applaudissements. Selon Joe Zawinulla, la morale de l'histoire est que « si vous rencontrez la bonne personne dans votre vie, vous le savez toujours depuis le début (if you meet the right person in your life, you always know from the very beginning) ».
Cucumber Slumber est une improvisation réalisée à partir d'une composition à la basse d'Alphonso Johnson. Le thème a souvent été repris par des rappeurs, ne respectant pas toujours les droits d'auteur.
Scarlet Woman était à l'origine une composition d'Alphonso Johnson, elle a été largement modifiée par Joe Zawinul et Wayne Shorter. Scarlet Woman est le surnom donné par l'écrivain Aleister Crowley à sa femme ; Zawinul lisait un livre de Crowley au moment de la composition du morceau.
Jungle Book est une improvisation réalisée par Joe Zawinul dans sa maison, à laquelle il a rajouté plusieurs instruments par la suite. On peut y entendre les pleurs de son fils qui, lors de l'enregistrement, réclamait à son père la lecture du livre The Jungle Book, d'où le titre de la plage.

## Titres
1. Nubian Sundance (Zawinul) – 10:40
2. American Tango (Vitous, Zawinul) – 3:40
3. Cucumber Slumber (Johnson, Zawinul) – 8:22
4. Mysterious Traveller (Shorter) – 7:21
5. Blackthorn Rose (Shorter) – 5:03
6. Scarlet Woman (Johnson, Shorter, Zawinul) – 5:46
7. Jungle Book (Zawinul) – 7:25

L'édition The Mastersound SBM comprend aussi le titre bonus Miroslav's Tune en fin d'album.

## Musiciens
- Josef Zawinul - pianos électrique et acoustique, synthétiseur, guitare, kalimba, orgue, tamboura, clay drum, piano bastringue, mélodica
- Wayne Shorter - saxophones soprano et ténor, piano bastringue
- Miroslav Vitouš - contrebasse sur (2, 8)
- Alphonso Johnson - basse électrique
- Skip Hadden - batterie sur (1, 4)
- Ishmael Wilburn - batterie
- Dom Um Romão - percussions, batterie

## Musiciens additionnels
- Meruga Booker - percussions sur (1)
- Ray Barretto - percussions sur (3)
- Steve Little - timbales sur (6)
- Don Ashworth - ocarinas et bois sur (7)
- Isacoff - tablâs, cymbales sur (7)
- Edna Wright, Marti McCall, Jessica Smith, James Gilstrad, Billie Barnum - chant sur (1)